# Lucio Parenzan
Lucio Parenzan (Pirano, 3 giugno 1924 – Bergamo, 28 gennaio 2014) è stato un cardiochirurgo italiano.

## Biografia
Nato a Pirano nell'allora Istria italiana; a soli 14 anni rimane orfano del padre Angelo, medico che aveva studiato a Vienna, Graz e Padova, che gli aveva trasmesso la passione per la medicina. Dopo aver frequentato il Liceo classico statale Galileo a Firenze, cominciò l'università a Firenze, la continuò a Milano per concluderla a Padova. Per mantenersi gli studi vendeva il sale di Pirano a Padova e a Parenzo vendeva scarpe acquistate a Padova. Infine si laureò in chirurgia all'Università di Padova nel 1948.
Dopo la laurea si trasferì a Milano, poi lasciò l'Italia nel 1956 per specializzarsi in chirurgia pediatrica all'Università di Stoccolma e, dal 1957 al 1959, fu negli Stati Uniti, al Children's Hospital di Pittsburgh, dove ebbe l'intuizione che i bambini colpiti dalla malformazione cardiaca della tetralogia di Fallot dovevano essere operati ad appena tre giorni dalla nascita.
In seguito tornò in Italia e svolse l'incarico di primario a Trieste e dal 1964 si spostò a Bergamo dove per oltre trent'anni, fino al 1994, fu direttore della Divisione di Chirurgia pediatrica e di Cardiochirurgia degli Ospedali Riuniti.
In città portò due congressi di cardiochirurgia nel 1966 e nel 1970 con nomi di fama come Christiaan Barnard (autore del primo trapianto di cuore nel 1967), John Kirklin, Denton Cooley e Norman Edward Shumway (autore del primo trapianto di cuore negli Stati Uniti nel 1968).
Nel 1985 effettuò il terzo trapianto di cuore in Italia e nel 1989, sempre a Bergamo, fondò l'International Heart School, fondazione per la formazione medica cardiochirurgica, frequentata, dalla sua fondazione, da 320 medici di 52 diversi paesi, alcuni dei quali divenuti ministri, primari e direttori di dipartimento.
Nel 1993 divenne direttore dell'International Heart School e nel 1998 divenne direttore scientifico dell'Istituto Clinico Humanitas "Gavazzeni" di Bergamo.
Fu inoltre insignito della Medaglia al merito della sanità pubblica nel 1988 e divenne cittadino onorario di Bergamo.
In trent'anni di attività ha effettuato oltre 15.000 interventi (di cui 350 trapianti cardiaci).
Nella notte tra il 16 e il 17 gennaio 2014 viene colpito da arresto cardiocircolatorio e ricoverato all'Ospedale "Papa Giovanni XXIII" dove muore il 28 dello stesso mese, all'età di 89 anni, dopo essere stato colpito da un nuovo arresto cardiaco.